# Franz von Rinecker
Franz von Rinecker, né à Scheßlitz le 3 janvier 1811 et mort à Wurtzbourg le 21 février 1883, est un pharmacologiste et médecin bavarois.

## Biographie
Franz von Rinecker étudie la médecine à Munich et Wurtzbourg et obtient son diplôme en 1834. Professeur de pharmacologie à l'université de Wurtzbourg (1838), il a parmi ses étudiants et assistants, entre autres, Emil Kraepelin, Franz von Leydig, Ernst Haeckel, Richard Geigel, Hermann Emminghaus ou encore Carl Gerhardt. En outre, il est aussi responsable de la nomination d'Albert von Kölliker et de Rudolf Virchow à la faculté de médecine.
En plus d'être professeur de pharmacologie, Rinecker est responsable de plusieurs développements majeurs de l'université de Wurtzbourg. Avec Franz von Leydig, il crée l'institut de physiologie de l'école et joue un rôle important dans la création de la clinique pédiatrique universitaire. En 1863, il est nommé directeur de la psychiatrie du Juliusspital et en 1872 assume des responsabilités supplémentaires en tant que directeur de la dermatologie.